# Philip Barry
Pour les articles homonymes, voir Barry.
Philip Barry est un dramaturge américain, de son nom complet Philip Jerome Quinn Barry, né à Rochester (État de New York, États-Unis) le 18 juin 1896, décédé d'une crise cardiaque à New York (État de New York) le 3 décembre 1949.

## Biographie
La première pièce publiée de Philip Barry, en 1921, est A Punch for Judy, jouée en tournée aux États-Unis. La deuxième, You and I, est créée à Broadway (New York) en 1923. Dix-huit autres pièces seront également représentées à Broadway ; la dernière, restée inachevée avec la mort brutale de Barry en 1949, est Second Threshold, terminée par le dramaturge Robert E. Sherwood et créée en 1951.
La pièce la plus connue de Philip Barry est sans doute The Philadelphia Story, créée à Broadway en 1939 et jouée 417 fois, avec Katharine Hepburn (Tracy Samantha Lord), Joseph Cotten (C. K. Dexter Haven) et Van Heflin (Macauley « Mike » Connor). Elle est adaptée une première fois au cinéma en 1940, sous le même titre original (titre français : Indiscrétions ; réalisation de George Cukor), Hepburn reprenant son rôle initial, aux côtés de Cary Grant (remplaçant Cotten) et James Stewart (remplaçant Heflin). Une seconde adaptation est réalisée par Charles Walters en 1956, sous la forme d'un film musical, Haute Société (High Society), avec Grace Kelly (Tracy), Bing Crosby (C. K.) et Frank Sinatra (Mike). Enfin, mentionnons l'adaptation française de la même pièce par Pierre Laville, sous le titre Vie privée, jouée au théâtre en 2009 (voir la rubrique « Théâtre » ci-dessous).
Sept autres pièces de Barry seront également adaptées au cinéma (voir la filmographie ci-après). En outre, unique collaboration à ce titre, Philip Barry est scénariste d'un film muet, Ten Scares make a Man (1924) de William Parke. Autre unique contribution, il est aussi librettiste d'une comédie musicale, Liberty Jones, créée à Broadway en 1941.

## Théâtre
Pièces créées à Broadway, comme auteur, sauf mention contraire
- 1923 : You and I, avec Ferdinand Gottschalk, Frieda Inescort, H. B. Warner, Lucile Watson
- 1924-1925 : The Youngest, avec Paul Harvey, Henry Hull, Verree Teasdale, Genevieve Tobin
- 1925-1926 : In a Garden, avec Louis Calhern, Frank Conroy, Ferdinand Gottschalk
- 1926 : White Wings, avec J.M. Kerrigan, Tom Powers
- 1927 : John, avec Constance Collier
- 1927-1928 : Paris Bound, avec Gilbert Emery
- 1928 : Cock Robin (coécrite par Elmer Rice), avec Beulah Bondi, Howard Freeman
- 1928-1929 : Holiday, avec Donald Ogden Stewart, Dorothy Tree
- 1930 : Hotel Universe, avec Katharine Alexander, Ruth Gordon, Franchot Tone
- 1931 : Tomorrow and Tomorrow, avec Herbert Marshall
- 1932 : The Animal Kingdom, avec Ilka Chase, Leslie Howard
- 1934 : The Joyous Season, avec Lillian Gish, Jane Wyatt
- 1935 : Bright Star, avec Jean Dixon, Lee Tracy
- 1936 : Spring Dance, inspirée d'une pièce d'Eloise Barrangon et Eleanor Golden, avec José Ferrer
- 1938-1939 : Here come the Clowns, avec Russell Collins, Madge Evans
- 1939-1940 : The Philadelphia Story, avec Joseph Cotten, Van Heflin, Katharine Hepburn, Frank Fenton
- 1941 : Liberty Jones, comédie musicale, musique et lyrics de Paul Bowles, mise en scène de John Houseman, décors et costumes de Raoul Pène Du Bois, avec Tom Ewell, Howard Freeman, Norman Lloyd (librettiste)
- 1942-1943 : Without Love, avec Katharine Hepburn, Elliott Nugent
- 1945 : Foolish Notion, avec Tallulah Bankhead, Donald Cook, Mildred Dunnock, Henry Hull
- 1949 : L'Empereur de Chine (My Name is Aquilon) de Jean-Pierre Aumont, avec Arlene Francis, Lilli Palmer, Jean-Pierre Aumont (adaptation)
- 1951 : Second Threshold (inachevée, terminée par Robert E. Sherwood), avec Clive Brook
- 2009 : Vie privée (The Philadelphia Story), mise en scène et adaptation de Pierre Laville, avec Yves Beneyton, Julien Boisselier, Nathalie Boutefeu, Anne Brochet, Claire Vernet, François Vincentelli, Samuel Jouy (Paris, Théâtre Antoine)

## Adaptations au cinéma
- 1929 : Paris Bound, d'Edward H. Griffith (d'après la pièce éponyme)
- 1930 : Holiday, d'Edward H. Griffith (1re adaptation de la pièce éponyme)
- 1931 : The Bargain, de Robert Milton (d'après la pièce You and I)
- 1932 : The Animal Kingdom, d'Edward H. Griffith (1re adaptation de la pièce éponyme)
- 1932 : Tomorrow and Tomorrow, de Richard Wallace (d'après la pièce éponyme)
- 1938 : Spring Madness, de S. Sylvan Simon (d'après la pièce Spring Dance)
- 1938 : Vacances (Holiday), de George Cukor (2e adaptation de la pièce éponyme)
- 1938 : Cinq jeunes filles endiablées (Spring Madness), de S. Sylvan Simon
- 1940 : Indiscrétions (The Philadelphia Story), de George Cukor (1re adaptation de la pièce éponyme)
- 1945 : Sans amour (Without Love), de Harold S. Bucquet (d'après la pièce éponyme)
- 1946 : One More Tomorrow, de Peter Godfrey (2e adaptation de la pièce The Animal Kingdom)
- 1956 : Haute Société (High Society), de Charles Walters (film musical, 2e adaptation de la pièce The Philadelphia Story)